# Пьянков, Михаил Иванович
Пьянков Михаил Иванович (21 ноября 1923 — 30 апреля 2005) — участник Великой Отечественной войны, полный кавалер ордена Славы.

## Биография
Родился в семье рабочего. Был старшим ребёнком в семье. Окончив 1 класс, оставил учёбу и пошёл помощником к отцу пилить дрова. С 14 лет работал на Успенской бумажной фабрике.

## Участие вВОВ
Ушёл на фронт в 1942. Был направлен в Москву, затем в Сталинград, где получил ранение и был отправлен в госпиталь. Пролечившись, вошёл в состав 11-й гвардейской морской бригады, но через два месяца снова попал в госпиталь со старой раной. После лечения участвовал в боях в 54-й бригаде. С 1943 года после окончания курсов служил в разведке. Закончил войну на Балтийской косе, недалеко от Пуцка. Вернулся домой в 1946 году.

## Послевоенное время
Уехал в Казахстан, работал на лесозаготовках, в колхозе, на кирпичном заводе. Некоторое время жил в Игарке. Работал в химлесхозе, на лесоучастках и на торфоразработках. Затем вернулся на бумажную фабрику, где проработал 19 лет до выхода на пенсию.
Похоронен в Заводоуспенском.
25 мая 2006 года в память о Пьянкове М. И. открыта мемориальная доска на здании Заводоуспенской средней школы.

## Награды
- Орден Славы III степени — 09.1944
- Орден Славы II степени — 03.1945
- Орден Славы I степени — 19.04.1996
- Орден Отечественной войны I степени — 06.04.1985[1]
- Орден Красной Звезды — 20.10.1944
- Медаль «За боевые заслуги» — 30.08.1944
- Медаль «За отвагу» — 01.07.1944